# Демони (Наруто)
Тази страница е списък с демоните в анимето и мангата Наруто, създадени от Масаши Кишимото. Има 10 демона, познати като Бижуу (Bijuu). Бижуутата са зверове, които преливат от чакра. Всяко Бижуу се познава по броя на опашките, които има. Всяко от тях има свой домакин, в който е запечатан. Този домакин се нарича Джинчуурики.

## Шукаку
Шукаку (Ичиби) е едноопашата миеща мечка. Той е запечатван два пъти, като третият му домакин е Гаара. Шукаку е запечатан в него веднага, след като Гаара се е родил. Така той може да манипулира пясъка на Гаара без дори да е нужно домакинът му да прави нещо.
Страничният ефект от притежанието на този демон е, че Гаара не може да спи. Или поне ако заспи, Шукаку ще поеме контрола над него, както стана в края на Чуунинските изпити.
Шукаку контролира 6-ия елемент - пясъка.
Шукаку е хванат от Дейдара и Гаара умира, но Наруто и старейшина Чийо го съживяват.

## Мататаби
Мататаби е двуопашата котка демон. Тя е запечатана в Югито Ний, едва когато тя е била на 2 години. Уникалното при този демон е, че тялото ѝ е покрито със сини пламъци, може да издиша огън, а мускулите ѝ са гъвкави. Нейният елемент е огън. Ний се е обучавала в специален храм, където помагат на джинчуурикитата да овладеят демоните си, затова тя може много добре да владее Ниби. Двуопашатата котка е заловена от Хидан и Какузу, следователно довежда до смъртта на Ний.

## Санби
Санби е триопашато животно, което прилича на голяма костенурка. Способностите, които притежава този демон, са: мъгла, която кара тези, които са в мъглата, да виждат спомени за хора, убийство. Другата му способност е много твърда черупка, с която се защитава от всякакъв вид атаки. Да не забравяме и още една – събира чакрата си в голяма топка въздух и после я изстрелва срещу противника си. В корема на Санби е много трудно да се намери изход, защото корема му е сякаш направен от стомана, а и в него има подобни на Санби, но по-малки демони.
Уникалното при него е, че той няма нужда от домакин, но за сметка на това демонът не показва никакви признаци да има мозък.
Има едно момче на име Юкимару, което може да контролира силата на Санби.
Санби е хванат от Дейдара и Тоби (Обито Учиха).

## Йонби
Сон Гоку познат повече като Йонби е голяма червено-черна горила с четири опашки. Запечатан е в Роуши от селото в „Камъните“.
Йонби е хванат от Кисаме и Итачи.

## Гоби
Гоби е петоопашатият демон също запечатан в нинджа от селото в камъните. В японската митология той приема формата на куче. Неговите опашки са пет – 1-вата е въздух, 2-рата е огън, 3-тата е вода, 4-тата е светкавица и 5-ата е земя. Този демон има способността да използва и 5-те елемента. Но е доста трудно да се определи какво е всъщност. Гоби е един от най-силните демони.

## Рокуби
Рокуби е шестоопашато същество. Запечатан е в нинджа на име Утаката от селото скрито в „Мъглата“. Рокуби има форма на
охлюв, същия като този на Тсунаде.
Рокуби е хванат от Пейн.

## Шичиби
Шичиби е седмопашатият демон, който много прилича на водно конче. Запечатан е в младо момиче на име Фу от селото скрито във „Водопада“. Шичиби е един от най-силните демони. Също така е единственият женски Демон, заедно с Ниби. Контролира вятъра.
Не е известно от кого е хванат Шичиби.

## Хачиби
Хачиби е осем-опашатият демон. Той взема формата на минотавър с пипала на октопод и е розов на цвят. Той е запечатан в Килър Би. Преди да се появи Кюби тои е познат като кралят на Бижуу-тата, но сега е 2-ри по сила сред 9-те демона.
Хачиби щеше да бъде хванат от Саске Учиха благодарение на Мангекю Аматерасу Шаринган, но Хачиби му се изплъзва като прави едното си пипало на Килър Би.

## Киюби
Курама, по-известен като Киюби е запечатан в Наруто Узумаки от Селото скрито в Листата (Коноха). Това е Бижуу във формата на Лисицата с девет опашки и е най-силна от всички. Причината за неговата сила е много проста: Киюби има неизчерпаем лимит от сила, печелейки си титлата „Крал на Бижуу“. Силата, произвеждаща се в неговия Огнен Печат, е в резултат от стогодишна битка с Ямата, но Орочи, се изчерпва: но Кюби продължава да стои готов за битка. Това е доста хитро и умно. Ституацията в Древната Война на Деветте Бога: Проведена 4 пъти, всичките спечелени. Победи: Некомата, Хоуку, Райджу, Ямата, но Рочи.
Мит: В неясни обстоятелства Киюби продължава да трепе всичко по пътя си към намирането на човека, който го е събудил, и този, който е успял да го запечата преди (Възможно е да е бил Йондаиме. Ямата, но Рочи не му каза че този, който го съживи е бил самият Осмоопашат.
Японска митологична история: Киюби, но Йоко е най-силното (ниво S) Бижу в Японската Митология. Тялото му има червена козина; Киюби представя Огненият Елемент. Способностите му са уникални. Заради това, че не е бил побеждаван от нито един Йокай, неговата тотална сила не може да се определи. Опашките му създават въздушни циклони като се въртят, и Киюби продължава да изкормва враговете си с огромните си челюсти. В същото време козината му може да мята огнени топки, подобни на метеорити, заличавайки села. В древните войни на Бижуутата, битки е причината в Хокоу да бъде жестоко наранен, и в Некомата почти умиращ, но продъжава да се бие с Киюби, е победен и мечът получава дупка, любезността на нашите китсунета.
Способности: атаки на Огнения Елемент, Огнени челюсти, и други способности оценени над Бижу Ранг1 по сила и чакра.
Символичен Елемент: Огън (Бог на Огъня)
Произхождащ/Открит в: Скритият Олтар на Боговете в Кобе
Лични записки: Как то търси този, който го е запечатал. Би било хубаво също, ако Оро е бил причината за събуждането на Киюби – причината Киюби да атакува селото е Мадара Учиха. Той хипнотизира Киюби със своя Мангекю Шаринган.
Допълнителна информация за Киюби: Киюби е интелигентен демон способен да говори и има печално тежка съдба. Може би са били чисто егоистични причини, но е споменато, че ако Наруто умре, Киюби ще умре заедно с него. Изглежда, че Киюби има омразно уважение към Наруто и дори повече към Йондаиме.
 История 
Според историята на Наруто Киюби е бил запечатан в Мито Узумаки (жената на първия Хокаге) и преди да умре Киюби било запечатано в Кушина Узумаки. Имало два момента когато печата е най-слаб единият е при раждане на дете (бременността продължава 10 месеца). Мадара Учиха изкарва Киюби, за да нападне селото, но преди да го направи Мадара му заповядва да убие Джинджурики си, но Минато я спасява. Когато Киюби атакува селото Минато, успява да го спре и запечата в Наруто, използвайки техниката Шики Фуджин. Така запечатва част от силата на Киюби в себе си, а останалата чакра в Наруто, като остава малко от своята чакра и тази на Кушина в него.
Всичко за тези Некомата, Хоуку, Райджу, Ямата, но Рочи е от митовете.
Деветопашатата лисица демон (九尾の妖狐, Kyūbi no Yōkō?, English TV „Nine-Tailed Fox Spirit/Demon“) е един от, ако не най-силните опашати зверове. Силата му е толкова голяма, че за него се говори като вековно природно бедствие, тъй като един размах на една от опашките му може да предизвика цунами или да събори планина. Лисицата демон атакува без определен ред, а единствената причина, чрез която може да се обясни появата му е привличането му към места с голяма човешка злоба. То атакува Конохагакуре 12 години преди старта на сериите. Никой от селото не може да го победи, докато 4-тият Хокаге, Минато Намиказе, се справи с него. Минато си жертва живота за да запечата душата на лисицата в тялото на новородения си син, Наруто Узумаки, с печата Dead Demon Consuming Seal. Вместо да запечата великата сила на лисицата, обаче, Минато запечатва само порция, давайки достъп на Наруто до останалата част, по незнайни причини. Преди да преложи техниката си, Минато, дава ключ на Джирая за да подсили или отслаби печата, ако се наложи с времето. Печата отслабва с продължение на годините, а когато се разчупи лисицата ще бъде освободена. Изглежда, че лисицата демон има някакви връзки с клана Учиха;
най-силната способност на клана, Mangekyo Sharingan, позволява на този, който го притежава да се сдобие с пълен контрол над лисицата. Макар че не става ясно дали Джирая е наясно с тази връзка, той подозира, че Мадара Учиха, първият сдобил се с Mangekyo Sharingan, призовава лисицата, за да атакува Коноха в началото на сериите. Единствените начални индикации, че Наруто е приемник на лисицата са подобните на мустачки белези по лицето и печата на стомаха му. Също така раните му заздравяват много бързо, макар че самият той не го намира за странно. След като научава, че лисицата е в него, Наруто започва да използва силите ѝ. Много често Наруто използва силата на лисицата за да прави техники, който не са посилни за нинджа от неговия ранк. Наруто има 2 достъпа до чакрата ѝ: да се отдаде на гняв, позволявайки лисицата да го контролира, правейки го по кръвожаден. Иначе, може подсъзнателно да поиска порция от силата ѝ. Тогава лисицата е показана, че има някакъв вид уважение от омраза към Наруто и Минато. Първоначално лисицата се съгласява от любопитство, по-късно за да окаже по-голямо влияние върху Наруто. Също така и за да се самосъхрани, тъй като смъртта на Наруто ще бъде и нейната.
Колкото повече чакра от лисицата точи Наруто, толкова повече тя се проявява под формата на опашки. Наруто може да се контролира само до първите 3 опашки; на четвъртата той губи самообладание и атакува всеки в близост. По това време, може единствено да бъде спряна като се намали влиянието и, както чрез Mokuton възможностите на Ямато или със специален печат създаден от Джирая, който се прилага директно на тялото на Наруто.
Джуби е десетоопашатият демон. Той е същество образувано от всичките опашати демони взети заедно. Чакрата му е била разделена от създателят на Шиноби света: Мъдрецът на Шестте Пътя притежател на Риненган на 9 (опашатите демони), а тялото му се е издигнало в небето и е образувало луната. Сега Мадара Учиха събира 9-те опашати демона, за да съживи Джуби и да притежава силите му, с които иска да контролира Шиноби света с вечно Тсукойоми, което ще стои на небето под формата на луна. Мадара нарича този свой план операция „Лунно око“, като го разкрива при опита на Саске и отборът му: (Така) за елиминиране на Хокагето на съвета на Петте кагета и същевременно обявява Четвъртата Велика Нинджа Война пред присъстващите кагета и техните придружители.